# Kristinestad
Kristinestad (Fins: Kristiinankaupunki) is een gemeente en stad in de Finse provincie West-Finland en in de Finse regio Österbotten. De gemeente heeft een landoppervlakte van 683,25 km² en telt 6.242 inwoners (2022)
Kristinestad is een tweetalige gemeente met Zweeds als meerderheidstaal (± 60%) en Fins als minderheidstaal.

## Geboren

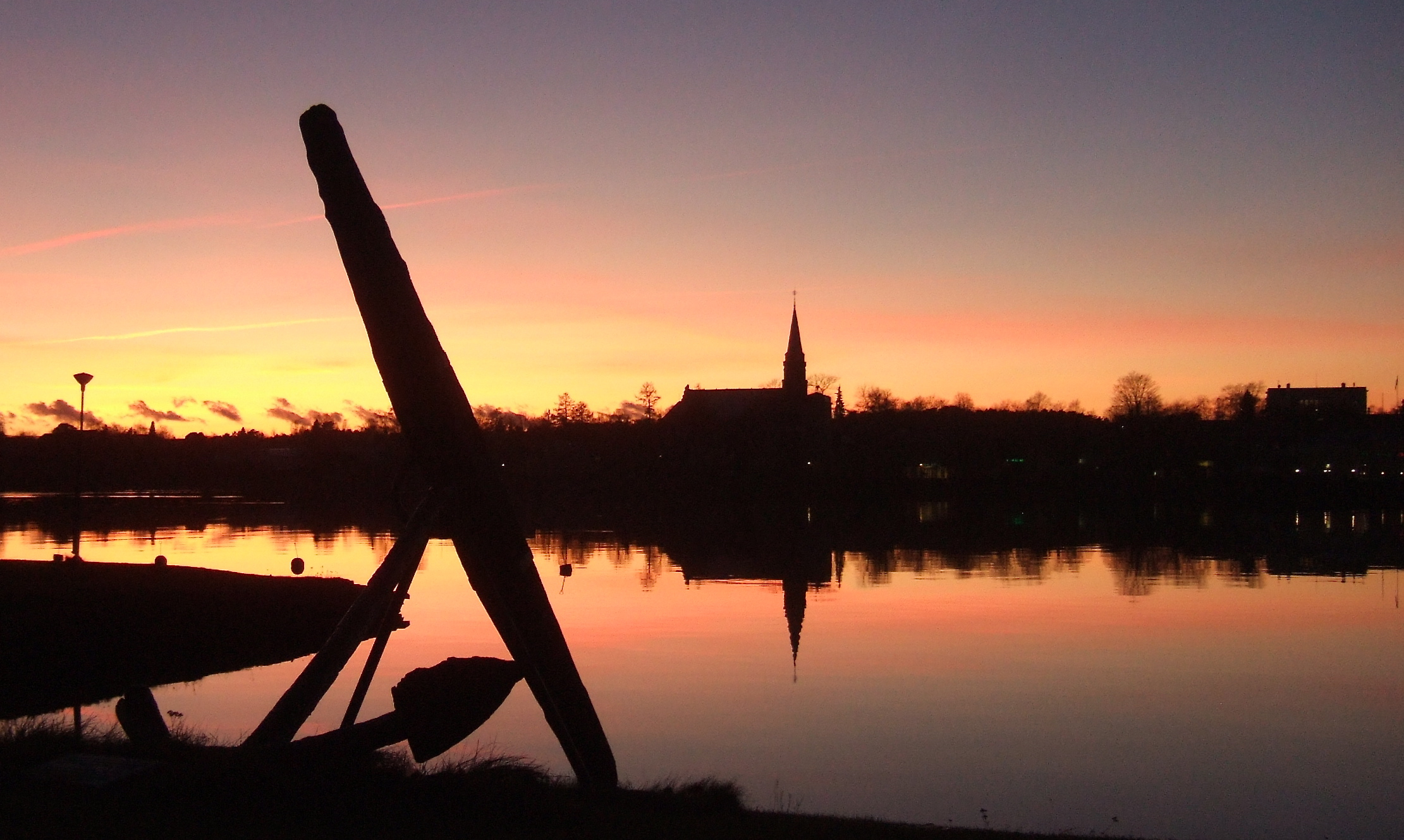
Uitzicht op Kristinestad

- Kebu

Isokyrö · Jakobstad · Kaskinen · Korsholm · Korsnäs · Kristinestad · Kronoby · Laihia · Larsmo · Malax · Närpes · Nykarleby · Pedersöre · Vaasa · Vörå
Voormalige gemeenten:
Bergö · Björköby · Esse · Jeppo · Kvevlax · Lappfjärd · Maxmo · Munsala · Nederfetil · Nykarleby landskommun · Oravais · Övermark · Petalax · Pörtom · Purmo · Replot · Sideby · Terjärv · Tjöck · Vähäkyro · Vörå · Vörå-Maxmo